# Ліяшур Сара-є Олія
Ліяшур Сара-є Олія (перс. لياشورسرائ عليا) — село в Ірані, у дегестані Лат-Лайл, у бахші Отаквар, шагрестані Лянґаруд остану Ґілян. За даними перепису 2006 року, його населення становило 24 особи, що проживали у складі 8 сімей.

## Клімат
Середня річна температура становить 13,04 °C, середня максимальна – 26,96 °C, а середня мінімальна – -1,65 °C. Середня річна кількість опадів – 752 мм.
| Клімат поселення                              | Клімат поселення | Клімат поселення | Клімат поселення | Клімат поселення | Клімат поселення | Клімат поселення | Клімат поселення | Клімат поселення | Клімат поселення | Клімат поселення | Клімат поселення | Клімат поселення | Клімат поселення |
| Показник                                      | Січ.             | Лют.             | Бер.             | Квіт.            | Трав.            | Черв.            | Лип.             | Серп.            | Вер.             | Жовт.            | Лист.            | Груд.            |                  |
| Середній максимум, °C                         | 10,15            | 9,46             | 10,67            | 15,99            | 21,01            | 25,65            | 26,96            | 26,77            | 22,73            | 19,53            | 14,38            | 10,29            |                  |
| Середня температура, °C                       | 4,59             | 3,90             | 5,12             | 10,42            | 15,45            | 20,10            | 23,00            | 22,81            | 18,76            | 15,58            | 10,43            | 6,32             |                  |
| Середній мінімум, °C                          | −0,96            | −1,65            | −0,44            | 4,87             | 9,89             | 14,55            | 19,04            | 18,86            | 14,80            | 11,62            | 6,46             | 2,36             |                  |
| Норма опадів, мм                              | 64               | 59               | 76               | 53               | 44               | 26               | 24               | 33               | 70               | 117              | 99               | 87               |                  |
| Середньомісячна швидкість вітру, м/с          | 2.18             | 2.52             | 2.58             | 2.58             | 2.30             | 2.04             | 2.28             | 2.13             | 1.90             | 2.10             | 2.09             | 2.12             |                  |
| Середньомісячна сонячна радіація, кДж/м²·день | 7443             | 9599             | 11706            | 15817            | 19444            | 21219            | 21946            | 18784            | 15452            | 11211            | 8929             | 7031             |                  |
| --------------------------------------------- | ---------------- | ---------------- | ---------------- | ---------------- | ---------------- | ---------------- | ---------------- | ---------------- | ---------------- | ---------------- | ---------------- | ---------------- | ---------------- |
| Джерело:                                      |                  |                  |                  |                  |                  |                  |                  |                  |                  |                  |                  |                  |                  |